# Bulletin d'Histoire Naturelle de la Société Linnéenne de Bordeaux
El Bulletin d'Histoire Naturelle de la Société Linnéenne de Bordeaux (abreviado Bull. Hist. Nat. Soc. Linn. Bordeaux) fue una revista ilustrada con descripciones botánicas que fue editada en la Société Linnéenne de Bordeaux desde el año 1826-1829; y la ed. 2, desde 1830-1845.